# Lacustră
Lacustră este o poezie scrisă de George Bacovia. 

## Fragmente audio
| (audio) | Bacovia recitând „Lacustră” |  |  |